# Henner Henkel
Heinrich Ernst Otto "Henner" Henkel, född 9 oktober 1915 i Berlin i Tyskland, död 13 januari 1943 nära Voronezj, var en tysk högerhänt tennisspelare. Han vann under sin korta karriär en singel- och två dubbeltitlar i grand slam-turneringar. Han blev tysk juniormästare 1932 och 1933, och tysk mästare 1937 och 1939. Han var vid sidan av Gottfried von Cramm Tysklands bäste manlige tennisspelare under 1930-talet. Henner Henkel rankades 1937 som världstrea.

## Tenniskarriären
År 1937 nådde Henner Henkel som andra tyske tennisspelare efter baronen Gottfried von Cramm singelfinalen i Franska mästerskapen på grus i Paris. Han mötte där britten Henry Austin som han besegrade med 6-1, 6-4, 6-3. Han tog därmed sin första och enda singeltitel i en grand slam-turnering. I samma turnering spelade han dubbel tillsammans med von Cramm. Paret nådde finalen, där de besegrade Farquharson/Kirby. 
Säsongen 1937 deltog Henkel och von Cramm i Amerikanska mästerskapen. Paret nådde finalen även i den turneringen där de besegrade Donald Budge/Gene Mako (6-4, 7-5, 6-4). År 1938 spelade Henkel/Cramm dubbelfinal i Australiska mästerskapen (förlust mot Adrian Quist/John Bromwich). På sommaren 1938 nådde Henkel tillsammans med Georg von Metaxa dubbelfinalen i Wimbledonmästerskapen (förlust mot Budge/Mako). 
Henner Henkel deltog i det tyska Davis Cup-laget 1934-39 och spelade vid 5 tillfällen zon-final. Han spelade totalt 66 matcher, av vilka han vann 49. Tio av de 17 förlustmatcherna spelades på gräs, hans sämsta underlag. Som singelspelare i DC-matcher besegrade han bland andra Jack Crawford, Yvon Petra och Kalle Schröder.

## Spelaren och personen
Henner Henkel beskrivs som en mycket god tennisspelare med solida grundslag och en utomordentlig volley. Han fick sin karriär avbruten i förtid i samband med utbrottet av det andra världskriget. Han inkallades till tjänst i den tyska armén och deltog 1942 i slaget vid Stalingrad där han sårades dödligt och omkom en dryg månad senare.
Efter Henner Henkel arrangerar det tyska tennisförbundet sedan drygt 50 år Henner-Henkel-Spiele, en lagtävling för juniorspelare.

## Grand slam-titlar
- Franska mästerskapen
  - Singel - 1937
  - Dubbel - 1937
- Amerikanska mästerskapen
  - Dubbel - 1937